# Včelomorka obecná

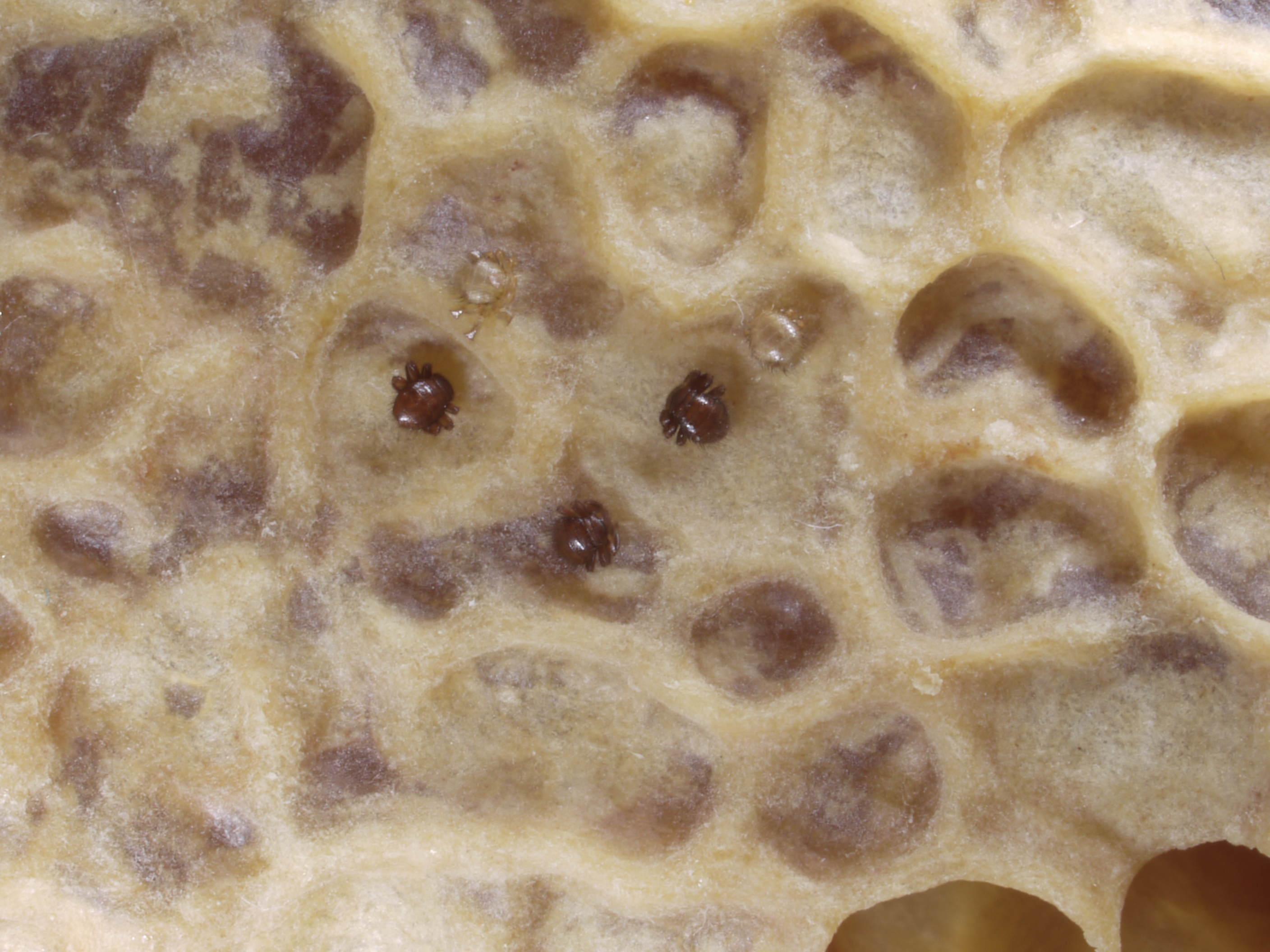
Včelomorka obecná, Braula coeca

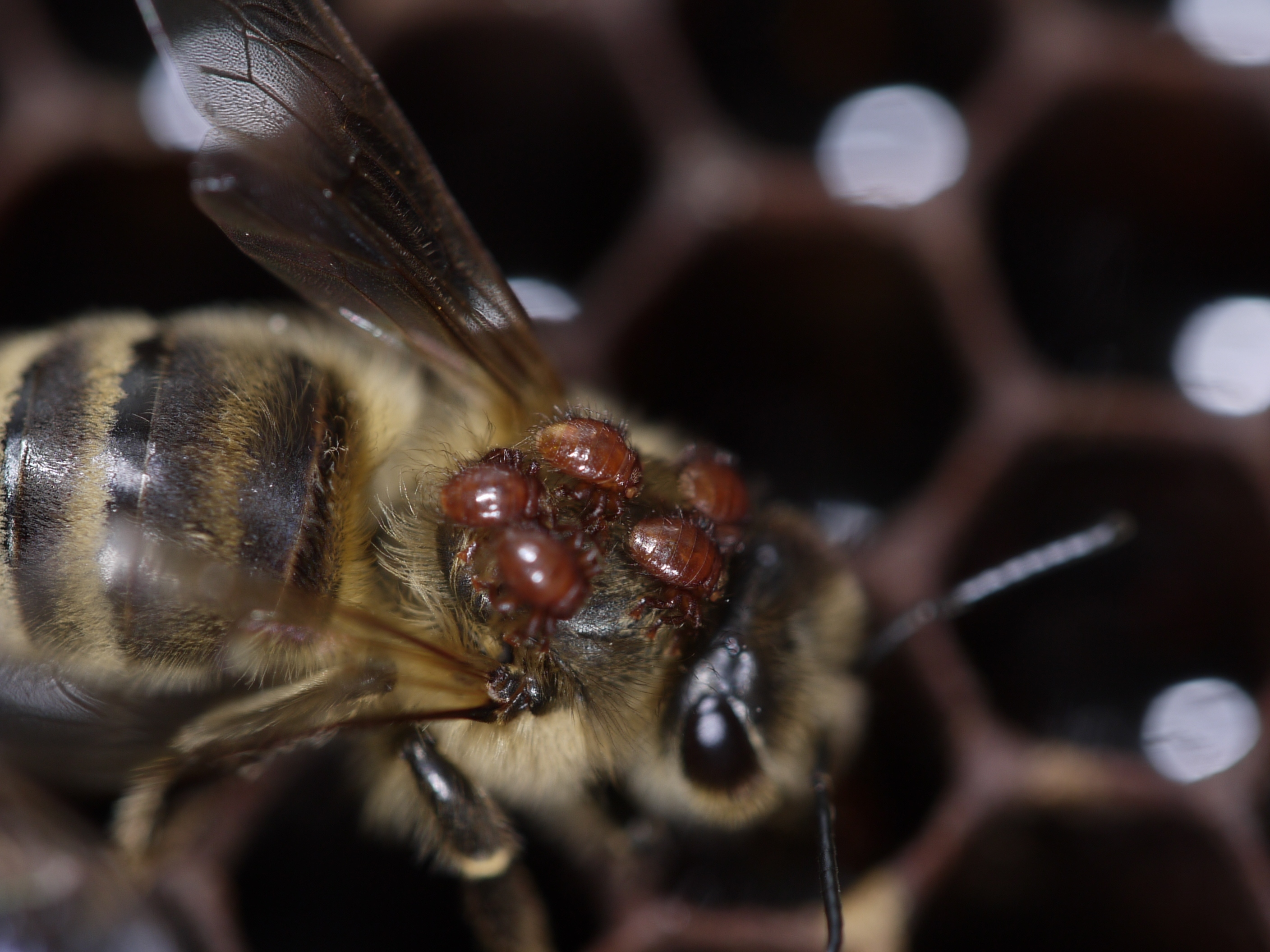
Včelomorky na hrudi včelí dělnice

Včelomorka obecná (Braula coeca) Nitzsch, 1818, je bezkřídlá moucha a hnízdní parazit, vázaný potravně na hnízdo včely medonosné. Nesprávně bývá její výskyt označován za chorobu, tzv. braulózu. Přitom jde o typického potravního parazita (tzv. kleptoparazita).

## Biologie
Včelomorka je parazit specializovaný výlučně na život ve včelstvu. Dospělí jedinci o velikosti něco přes 1 mm se zdržují na těle včely na hrudi a hlavě. Přiživují se na krmné šťávě žláz včelích dělnic při procesu tzv. trofalaxe (tzn. vzájemného krmení mezi včelami). Nejčastěji lze včelomorky nalézt na včelí matce a na včelách jejího doprovodu, poněvadž matka je krmena často, hojně a sekretem na živiny nejvydatnějším.
Dospělci kladou vajíčka na stěny polozavíčkovaných buněk medných plástů. Vylíhlé larvy se živí pylem a medem. Ve víčkách buněk si vrtají chodby (tzv. miny) a vytvářejí tak na nich světlé nitkovité kresby viditelné pouhým okem. Larvy procházejí třemi larválními stádii, které celkově trvají sedm až jedenáct dní, poté se zakuklí na dobu jednoho až tří dnů, než se vylíhnou jako dospělci. Dospělci se musí přichytit na dospělou včelu medonosnou, aby se mohli přemísťovat. Včelomorky  jsou zcela závislé na včelách medonosných a mimo své hostitele nejsou schopné přežít. Zajímavostí je, že název coeca v latinském jménu znamená „slepá“, což odkazuje na její velmi redukovaný zrak – nemá složené oči a zrak hraje v životě včelomorky minimální roli.

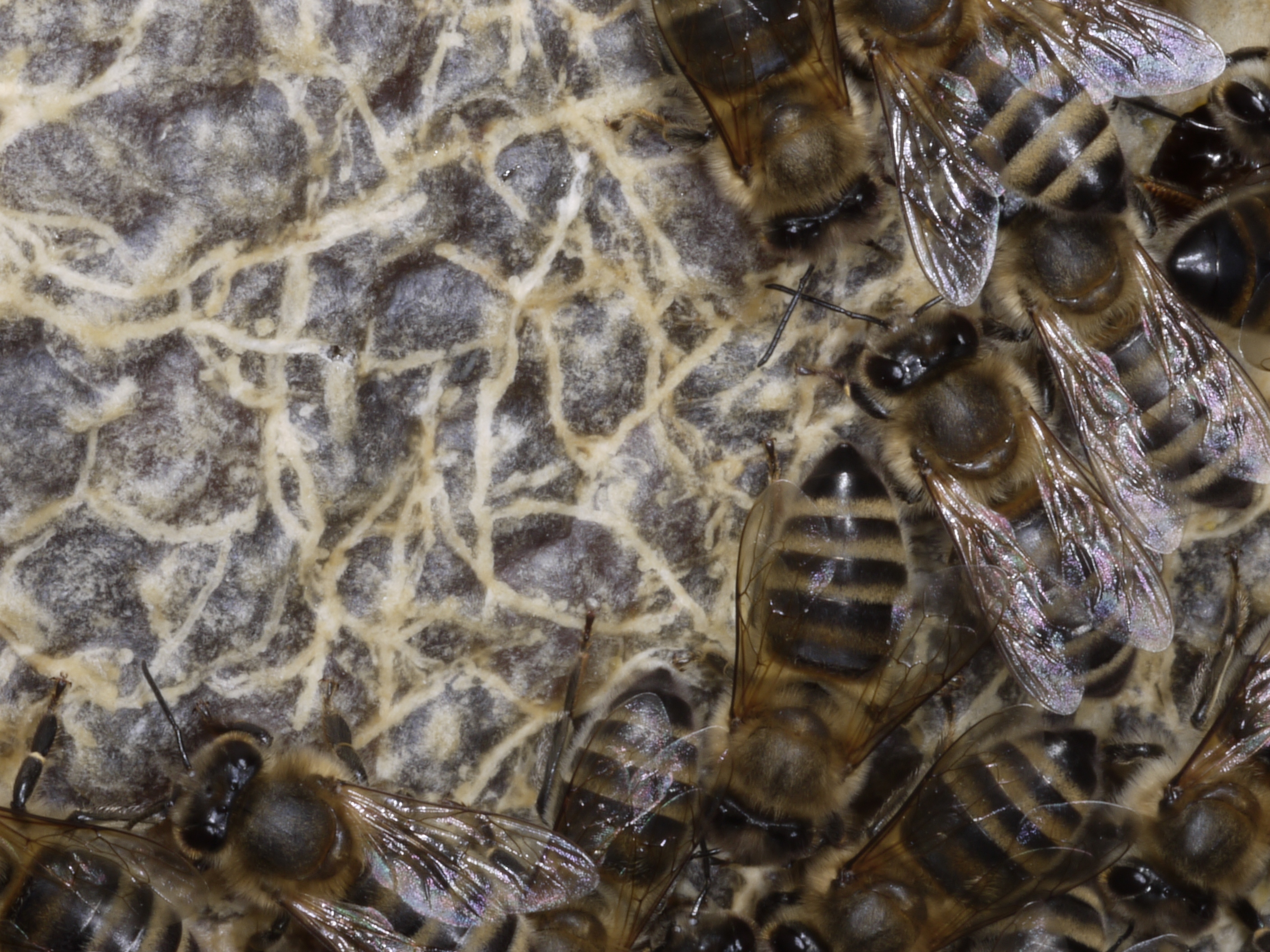
Víčka medných plástů s minami larev včelomorky

## Šíření parazita
Včelomorka obecná se ve včelím hnízdě hbitě pohybuje, sama se ale nedostane do jiného včelstva. Šíří se jako nežádoucí pasažér při zalétání včel do cizích včelstev svého hostitele.

## Veterinární hledisko
Včelomorka obecná nepatří mezi nebezpečné škůdce. Jen při extrémním přemnožení v oslabeném včelstvu by se mohla podílet na zpomalování jeho rozvoje. Při přemnožení včelomorek může včelař přerušit jejich vývojový cyklus kompletním odvíčkováním medových zásob. Od konce 20. století, kdy se aplikují akaricidy proti kleštíku včelímu, těchto drobných bezkřídlých much citelně ubylo, protože některé (např. pyrethroidy) mají i insekticidní účinek. Amitraz včelomorky nehubí.
Včelomorka může být zaměňována za nebezpečného parazita, roztoče kleštíka včelího (Varroa destructor). Na rozdíl od roztočů, kteří mají osm krátkých noh, mají včelomorky 3 páry dlouhých nohou.

### Literatura

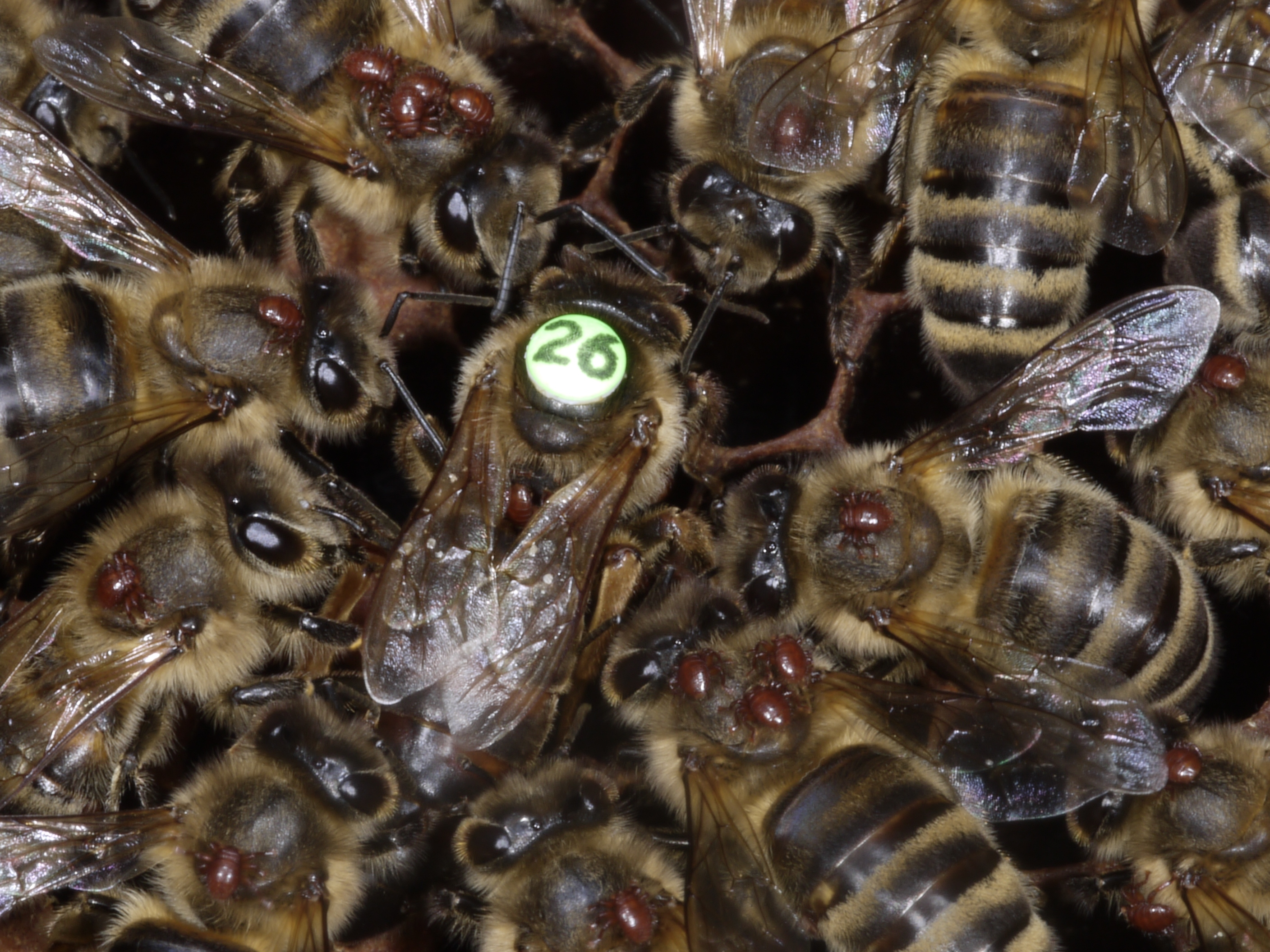
Matka a doprovodné včely se včelomorkami